# 路易斯安那购地一百五十周年半美元
路易斯安那购地一百五十周年半美元（Louisiana Purchase Sesquicentennial half dollar）是美国总统德怀特·艾森豪威尔1954年否决的半美元纪念币，旨在纪念1803年路易斯安那购地一百五十周年。总统还一同否决另外两个城市的周年纪念币法案，并在意见中援引赫伯特·胡佛否决加兹登购地半美元的先例。
密苏里历史学会董事、钱币学家埃里克·菲佛·纽曼同密苏里州联邦众议员托马斯·柯蒂斯保持信件往来，并与克莱·萧尔领导的新奥尔良路易斯安那购地一百五十周年协会共同推动国会通过授权法案。财政部从20世纪20年代就开始反对发行纪念币，并派美国铸币局助理局长莱兰德·霍华德出席众议院1953年4月召集的听证会反对纪念币法案，建议改发纪念章。众议院当月通过法案，但参议院直到1954年初才通过，授权发行量达250万枚。
艾森豪威尔的反对意见主要认为授权之门一旦打开，各种纪念币就会接踵而至，为伪造大开方便之门。总统否决三项法案后，国会没有尝试推翻，美国此后四分之一个世纪没有发行纪念币，直到1981年财政部改变立场，但从此美国纪念币也不再由民间组织发行，改为政府销售。

## 背景

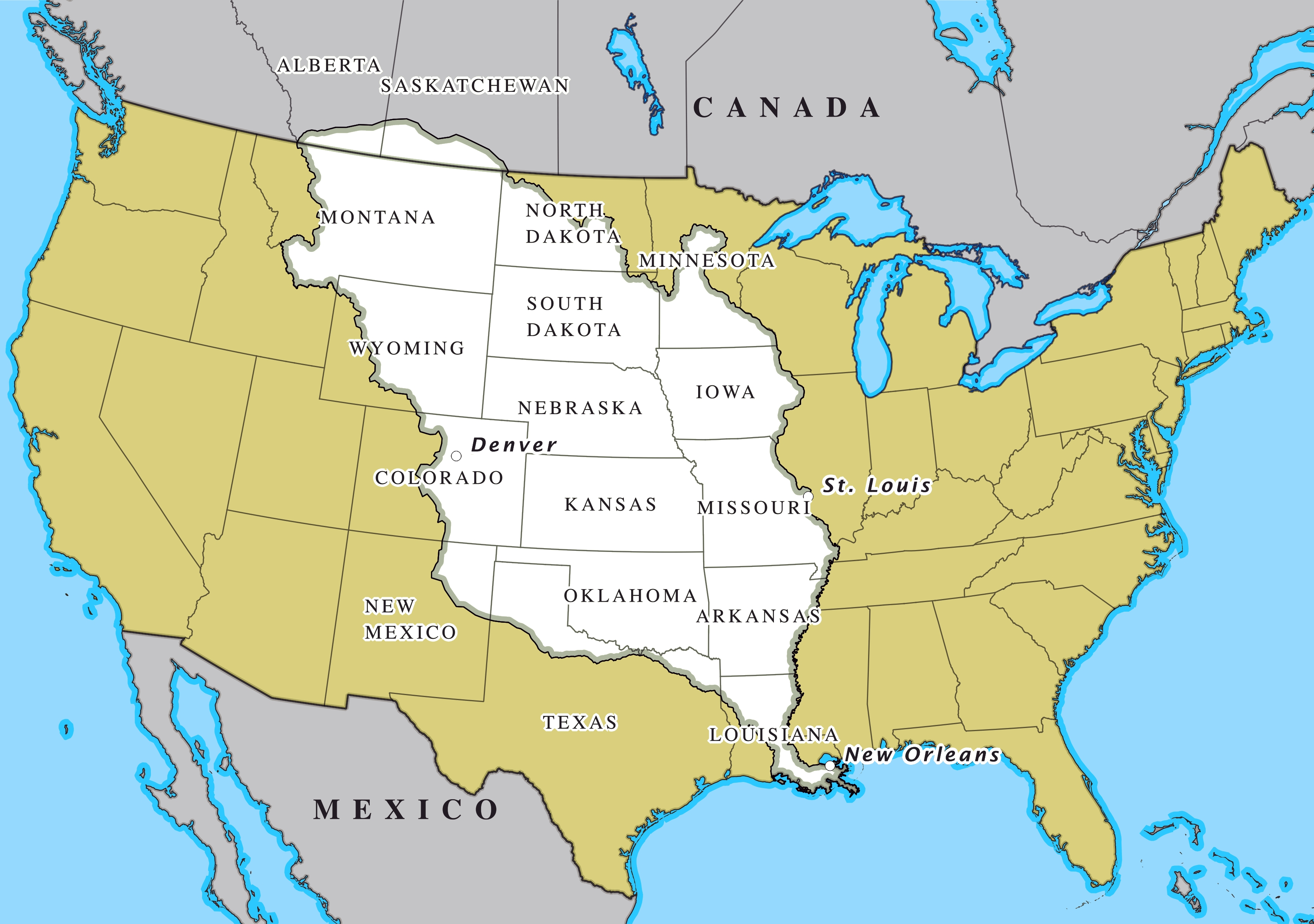
路易斯安那购地（买下白色部分）令当时美国国土面积扩大一倍有余

1803年4月30日，美法两国签署协议，美方以约1500万美元价格买下面积达214.6万平方公里的法属路易斯安那。同年10月20日，联邦参议院批准协议，美国领土面积因此扩大一倍有余，从此迈入向西扩张的新时代。1902年，西奥多·罗斯福总统签署法案授权资助路易斯安那购地博览会，即1904年圣路易斯世界博览会。联邦政府直接资助500万美元，另有25万美元以一美元纪念金币形式提供。
美国财政部从20世纪20年代开始反对国会持续不断地授权发行纪念币，30年代中期，国会授权的纪念币种类非常多。根据授权法案，硬币发行商能够以面值从铸币局独家买断所有纪念币，然后加价向公众销售牟利。部分经销商为了利益滥用发行权和溢价权，导致消费者利益受损，一些纪念币持续发行多年，如俄勒冈小道纪念半美元最早于1926年面世，到1939年还在生产。1938年，富兰克林·德拉诺·罗斯福总统否决一项纪念币法案。次年，国会中止多种已发行硬币的授权，其中就包括俄勒冈小道半美元。1946年，哈里·S·杜鲁门勉强签署两份授权法案，但之后又否决另外两款。

## 起源和发展
随着路易斯安那购地150周年临近，密苏里州和路易斯安那州一些团体不约而同地打算推动国会授权，发行半美元纪念币。1952年4月24日，密苏里历史学会（Missouri Historical Society）董事、钱币学家埃里克·菲佛·纽曼（Eric P. Newman）致信学会主席、联邦法官乔治·摩尔（George Moore），提议为周年庆发行纪念币。信中表示，联邦政府曾为类似活动发行纪念币，而且学会还能从中获利一万美元支付周年庆典开支。1952年9月，纽曼已开始与密苏里州第十二国会选区共和党联邦众议员托马斯·布拉德福德·柯蒂斯（Thomas B. Curtis）保持通信往来。学会得知路易斯安那州也有类似构想，该州联邦众议员黑尔·博格斯（Hale Boggs）已递交法案，但直到第82届美国国会第一次会议结束也未能引起议会注意，打算1953年1月再度尝试。1953年初，柯蒂斯和博格斯均向国会递交法案，两人及所在州的相关团体都同意合作推动法案通过。

## 众议院听证
1953年3月3日，众议院银行和货币委员会针对柯蒂斯和博格斯的法案召开听证会。经过短暂发言，柯蒂斯让曾在该委员会任职的博格斯上台。博格斯先是发表几句感言，然后各委员互开玩笑，接下来听证会进入正题。博格斯向委员会介绍路易斯安那购地的历史，声称如此重大的历史事件有资格发行硬币。圣路易斯联合零售商（当地贸易联合会）主席威廉··塞姆斯罗特（William H. Semsrott）也是密苏里历史学会董事，他在博格斯之后发言。接下来上台的是代表路易斯安那购地一百五十周年协会的退役海军上将托马斯·瑞安（Thomas J. Ryan）。两人都促请国会通过法案。塞姆斯罗特表示，圣路易斯即将举办150周年庆典；瑞安称德怀特·艾森豪威尔总统这年会前往新奥尔良参加庆祝活动。
铸币局助理局长莱兰德·霍华德（F. Leland Howard）上台作证反对法案，声称他对纪念活动的重要意义毫不质疑，但反对纪念币法案是财政部既有政策。霍华德指出，财政部在1930年赫伯特·胡佛总统否决加兹登购地半美元前就秉持这样的立场，而且民主、共和两党领导的行政部门也一直坚持政策。他还告诉委员会，1903年铸币局共为路易斯安那购地一百周年生产25万枚一美元纪念金币，最终只卖出3万4750枚，余下的只能熔毁；同时铸币局还有数以百万计的布克·华盛顿纪念半美元和卡弗－华盛顿半美元库存，很可能也要熔毁。据助理局长所言，半美元纪念币的发行量小，所以生产成本高于同面额流通币。他建议国会不要再授权硬币，改发没有法定货币地位的纪念章，这样还可以避免混淆，铸币局愿在生产上协助。
博格斯起身反驳，称这样重要的周年活动完全有资格发行纪念币，而且美国邮政部已经发行特殊邮票。在他看来，公众会把特殊邮票贴上信封后寄出，再由熟悉邮票的人接手，接触的人多才可能混淆，但纪念币根本不可能如此。委员会至此休会，之后转行政议程审核法案。3月3日晚，塞姆斯罗特给纽曼发去电报，称听证会整体氛围和谐，但“财政部和铸币局的反对意见非常有力，可能对我们不利”。

## 国会通过

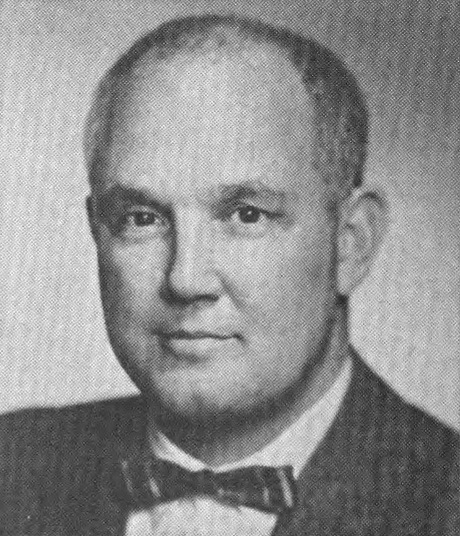
密苏里州联邦众议员托马斯·柯蒂斯

1953年3月10日，银行和货币委员会发布报告，上有委员会主席、密歇根州议员杰西·潘恩·沃尔科特（Jesse P. Wolcott）签字。报告对两位议员的法案提出多项修订，授权发行最多250万枚半美元，所有硬币需在费城铸币局生产，无论出产年份如何，纪念币的标称年份都是1953，同时首次投产产量至少20万枚。修正案还规定，路易斯安那购地所在的任何州份都有资格以面额从铸币局订购纪念币，但必须是非营利组织，而且要得到所在州议会授权。报告中还说明财政部的反对立场，加入这些修订条款就是为了解决财政部提出的问题。4月13日，众议院经审议通过修订后的法案，没有议员提出问题或异议。
密苏里历史学会和路易斯安那购地一百五十周年协会继续努力达成协议，一百五十周年协会常务董事克莱·萧尔于3月20日致信纽曼，称西摩·韦斯（Seymour Weiss）是协会的谈判代表，但韦斯在4月8日写给纽曼的信中表示，应该等国会通过授权法案后再谈协议，不然毫无意义。纽曼给韦斯打去长途电话，说服对方提前商讨利益分配事宜。
法案抵达参议院后转银行和商业委员会审核，该委员会于6月9日宣布不会在这年通过任何纪念币法案，历史学会和一百五十周年协会之间的商讨因此搁置。韦斯在信中表示，显然财政部的反对立场非常坚定，而且已经占据上风。但马里兰州议员詹姆斯·比尔（James G. Beall）还是在7月30日代表银行和商业委员会回报参议院，建议通过法案。针对财政部的反对意见比尔表示：
国会不时授权发行这类纪念币可能会花费联邦政府少许额外开支，但在委员会看来，此举对人民、对国家带来的好处要大得多。纪念历史、传统、制度，以及国家发展过程中那些具有历史意义的重大事件，是我们国家精神和政治发展的象征，他们就像国旗一样，在人民心中灌输爱国和精神热忱，没有他们，国家就无法延续。我们在维护、推动国家精神资源发展方面应当保持警惕，应该要比保护和发展物质及经济资源更加重视。国家的物质资源可以瓦解或摧毁，但精神、传统和神圣的历史只要得到合理保护与发展，不但永远不会消亡，还能让我们无论肉体还是经济上都变得更加强大。

纽曼于九月给柯蒂斯写信，询问后者在参议院的首席盟友、俄亥俄州议员罗伯特·A·塔夫脱不久前去世后，法案是否还有希望通过。柯蒂斯在回信中表示，以前他的计划确实是靠塔夫脱帮忙，但在路易斯安那州参议员拉塞尔·朗的努力下法案已经曙光在前，只差临门一脚。
1954年1月12日，参议院通过纽约市和马萨诸塞州北安普敦两个城市的三百周年纪念币法案，然后加利福尼亚州议员威廉·诺兰（William Knowland）提请议会审核一百五十周年半美元。此时路易斯安那州的两位参议员都不在场，所以诺兰暂将法案搁置一旁。拉塞尔·朗到场后，法案审议开始。朗提出多项修订意见，包括把硬币上标称的年份1953改为1954，然后对议会短暂演说。参议院同意他的修订并通过法案，没有议员提出问题或异议。密苏里历史学会董事查尔斯·凡·雷文斯沃（Charles van Ravenswaay）于1月18日给纽曼写信，称参议院通过法案是“美妙的惊喜”，询问“接下来咱们怎么办？”纽曼次日致信柯蒂斯，称路易斯安那购地150周年已过，或许最好的处理办法是再次修订法案，把纪念目标改为刘易斯与克拉克远征，因为两人就是在1804年离开圣路易斯。
参议院通过的法案与众议院不同，所以众议院需重新审核。1954年1月21日，沃尔科特提请议会审议。纽约州议员雅各布·贾维兹（Jacob Javits）询问现在审核路易斯安那州法案是否意味着纽约市也有机会发行纪念币，沃尔科特建议贾维兹先等待三分钟。众议院表决同意参议院的修订，然后通过北安普敦和纽约市的三百周年纪念币法案。1月25日，路易斯安那州的法案经众议院议长小约瑟夫·威廉·马丁和参议院议长、副总统理查德·尼克松签字，然后呈交艾森豪威尔总统批准。

## 总统否决
1954年2月3日，艾森豪威尔否决路易斯安那购地一百五十周年半美元法案，并将反对意见清单和未签字的文件退回法案最初递交的众议院，一同否决的还有纽约市和北安普敦纪念币法案，反对意见基本相同，文件退回法案最初递交的参议院。总统指出，人们对这类硬币的兴趣大多不及预期，纪念币面世后不但容易混淆，还会对伪造行径大开方便之门。艾森豪威尔表示，“我非常清楚这款硬币纪念的事宜对国家有多么重要。我也非常清楚一次又一次发行这类硬币不会造成重大伤害。但过去的经验已经证明，哪怕只授权一款纪念币，也会引来大量纪念各种活动或周年的授权法案，有些只对地方有意义，有些对全国都很重要。胡佛总统任职期间这类授权法案接踵而至，令他感到必须行使否决权。”国会此后没有尝试推翻三项否决。
2月10日，柯蒂斯将包含总统否决意见的新闻稿副本转发给纽曼，对这样的结果感到遗憾。纽曼的回信表示感同身受，称艾森豪威尔“可能是以为这些硬币会在市场流通，并没想到他们只是纪念品。”
2017年，钱币学杂志编辑韦恩·霍姆伦（Wayne Homren）在文章中写道：“太可惜了——已经付出那么多努力。不过那时半美元纪念币的确已深陷泥潭、寸步难行，必须得采取措施。”艾森豪威尔否决三项法案后，美国连续四分之一个世纪没有发行纪念币，直到1981年财政部才因乔治·华盛顿二百五十周年半美元改变立场，这款纪念币于1982年面世。美国纪念币也不再是通过国会授权组织发行，而是政府直接向收藏爱好者或钱币经销商出售。

## 脚注
1. ↑  Slabaugh，第23頁.
2. ↑  Swiatek & Breen，第120頁.
3. ↑  Bowers，第24–27頁.
4. ↑  1963 hearings，第57–58頁.
5. ↑  Bowers，第27, 431頁.
6. ↑  1963 hearings，第57頁.
7. ↑  House hearings，第20頁.
8. ↑  House hearings，第2頁.
9. ↑  newman-letter1.
10. 1 2  coinworld.
11. ↑  boggs.
12. ↑  1953-11.
13. ↑  1953-12.
14. ↑  1953-13.
15. ↑  House hearings，第1–6頁.
16. ↑  House hearings，第6–12頁.
17. ↑  House hearings，第13–21頁.
18. ↑  House hearings，第22–28頁.
19. ↑  afterhearing.
20. ↑  House report，第1–2頁.
21. ↑  House report，第2–4頁.
22. ↑  housepass.
23. ↑  introweiss.
24. ↑  nopoint.
25. ↑  convince.
26. ↑  nomore.
27. ↑  Senate report，第1–2頁.
28. ↑  hopeful1.
29. ↑  hopeful2.
30. ↑  senatepass，第160–163頁.
31. ↑  senatepass，第188–189頁.
32. ↑  whatsnext.
33. ↑  changesubject.
34. ↑  1954 Congressional Record, Vol. 100, Page 607–608 (1954-01-21)
35. ↑  congresspass.
36. ↑  vetothree.
37. ↑  vetomessage.
38. ↑  end.
39. ↑  regretting.
40. ↑  newmanreply.
41. ↑  Ganz，第1552–1555頁.